# Zeitschloss

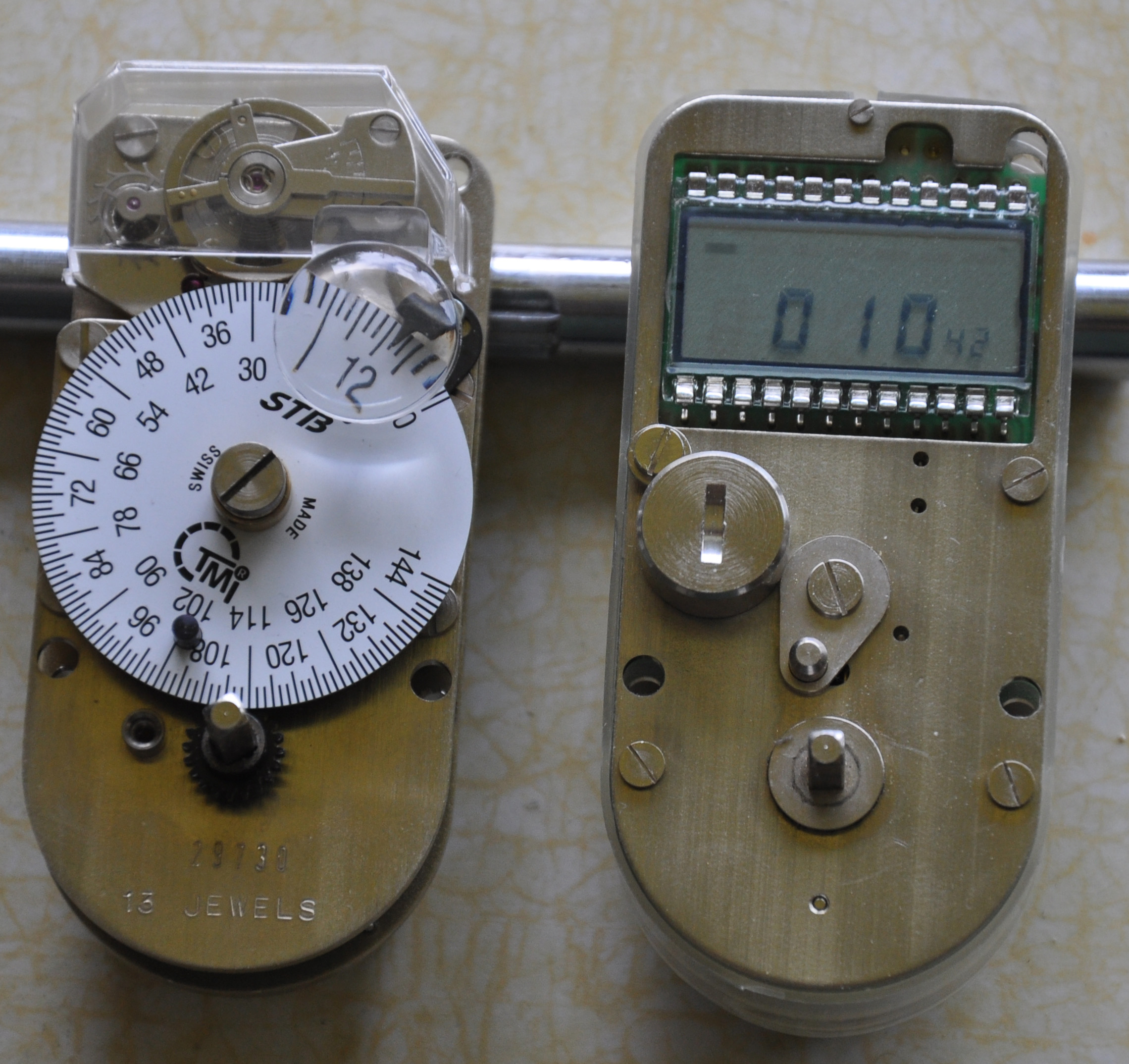
Ein mechanisches (links) und ein elektrisches Zeitschloss

Ein Zeitschloss, auch Zeitverschluss genannt, ist eine Sperreinrichtung, die über mechanische oder elektrische Uhrwerke betätigt wird. Der Einbau des Zeitschlosses erfolgt normalerweise auf der Innenseite der Tresorraum- bzw. der Geldschranktür. Mit dem Verriegeln der Tür wird die Sperreinrichtung wirksam. Sie gibt den Zugang bei erneutem Öffnen erst nach Ablauf der eingestellten Sperrzeit frei. Bereits 1873 existierte diese Technik.
Dies soll als Sicherheitsmaßnahme gegen Überfälle dienen, bei denen die normalerweise zur Öffnung befugten Personen zur widerrechtlichen Herausgabe des Schlüssels oder direkt zum Öffnen der Tür gezwungen werden. Durch die Zeitverzögerung erhöht sich das Risiko der Festnahme für den Täter beim Überfall. 